# Nexus 7 (2013)
Nexus 7 drugiej generacji (często nazywany Nexus 7 2013) – tablet firmy Google oparty na systemie Android, wyprodukowany przez ASUS. Jest trzecim tabletem z serii Nexus, po pierwszej generacji Nexus 7 oraz Nexus 10. Został zaprezentowany 26 lipca 2013.

## Opis urządzenia

### Szczegółowa specyfikacja[1]
- ekran: 7,02", dotykowy, LCD IPS, rozdzielczość 1920 × 1200 w proporcjach 16:10.
- procesor: Qualcomm Snapdragon 600 APQ8064-1AA, taktowany 1,5 GHz.
- pamięć: 16 GB lub 32 GB flash bez możliwości rozszerzenia przez microSD.
- RAM: 2 GB DDR3L
- bateria: 3950 mAh
- aparat: przedni – 1,2 Mpx, tył - 5 Mpx
- wymiary i masa: 200 × 114 × 8,65 mm, 290 g
- sensory: akcelerometr, magnetometr, GPS, żyroskop
- złącza: microUSB z Slimport
- bezprzewodowy przesył danych: WLAN 802.11 a/b/g/n 2,4 GHz oraz 5 GHz, Bluetooth 4.0, NFC, 3G oraz LTE (tylko wersja 32 GB)

Nexus 7 (2013) jest jednym z kilku urządzeń posiadających oficjalne wsparcie systemu operacyjnego Ubuntu Touch.